# Doğan Alemdar
Doğan Alemdar (Kayseri, 29 oktober 2002) is een Turkse voetballer die speelt als doelman. Hij staat onder contract van Stade Rennais.

## Clubcarrière

### Kayserispor
Na de jeugdopleiding te hebben doorgelopen, klom hij op tot het seniorenteam van Kayserispor. Op 19 december 2020 werd de keeper met zijn 17 jaar de speler die als jongste aanvoerder aantrad voor de Anatolische club. Tegenstander was Manisa FK in een wedstrijd in de Turkse beker.

### Stade Rennais
In de zomer van 2021 maakte hij een transfer naar Stade Rennais.

### Troyes AC
In de zomer van 2023 werd hij voor het seizoen verhuurd aan Troyes AC, dat uitkomt in de Ligue 2.

## Interlandcarrière
Alemdar maakte op 30 maart 2021 zijn debuut voor het Turks voetbalelftal onder 21.
1 Gallon ·
2 Hateboer ·
3 Truffert ·
4 Wooh ·
5 Theate ·
6 Matusiwa ·
7 Grønbaek ·
8 Santamaria ·
9 Kalimuendo ·
10 Gouiri ·
11 Blas ·
14 Bourigeaud ·
22 Assignon ·
23 Omari ·
28 Kamara ·
30 Mandanda  ·
33 D. Doué ·
34 Salah ·
36 Seidu ·
38 Jaouab ·
39 Lambourde ·
40 Lembet ·
41 Do Marcolino ·
43 Nagida ·
55 Østigård ·
80 Alemdar ·
Coach: Génésio
· Keeperstrainer: Sorin